# 藤野善蔵

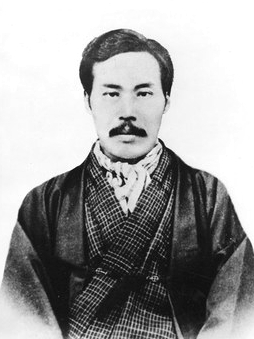
藤野善蔵

藤野 善蔵（ふじの ぜんぞう、1846年（弘化3年） - 1885年（明治18年）3月2日）は、日本の武士（越後長岡藩士）、教育者。慶應義塾長を歴任した。

## 略歴
越後長岡藩上級藩士（100石）出身で小林虎三郎、河井継之助の弟子である。明治維新前に江戸に出て、箕作塾及び開成所に学び、のち福沢諭吉を慕って1869年（明治2年）5月19日に、慶應義塾に入学。1873年（明治6年）から1876年（明治9年）まで塾長を務めた。東京師範学校に迎えられたころまで在任していたとみられる）。東京師範学校中学師範科（後の東京高等師範学校、東京教育大学、現在の筑波大学）にて教鞭をとり、三菱商業学校の校長になったこともある。
郷里である長岡藩の教育新興に勤め、三島億二郎の提案で「ランプの会」の集まりに参加し、1878年（明治11年）に長岡洋学校を主催するが、健康を損ねて辞職。1885年（明治18年）3月2日に死去。